# 8991 Solidarity
Solidarity (asteróide 8991) é um asteróide da cintura principal, a 2,2718136 UA. Possui uma excentricidade de 0,1844635 e um período orbital de 1 698,21 dias (4,65 anos).
Solidarity tem uma velocidade orbital média de 17,84547427 km/s e uma inclinação de 6,79684º.